# Parque nacional del río subterráneo de Puerto Princesa
El Parque Nacional del río subterráneo de Puerto Princesa se sitúa en la isla de Palawan, Filipinas. Este parque mezcla un paisaje kárstico de caliza con un río subterráneo. Una de las características del río es que desemboca directamente al mar, y en su parte más baja está influenciado por las mareas. El lugar es una de las selvas más importantes en Asia.
El parque abarca 5753 hectáreas y alberga once ecosistemas diferentes, desde una selva húmeda de las montañas al océano con los arrecifes. Aquí existe también gran variedad de animales endémicos amenazados, incluyendo el faisán, el murciélago zorro, la nutria Aonyx cinerea, los pequeños pandas, las civetas y los tejones Mydaus javanensis.
Fue declarado Patrimonio de la Humanidad por la Unesco en el año 1999. Así mismo fue declarado una de las siete maravillas naturales del mundo el 11 de noviembre de 2011.

## Geografía

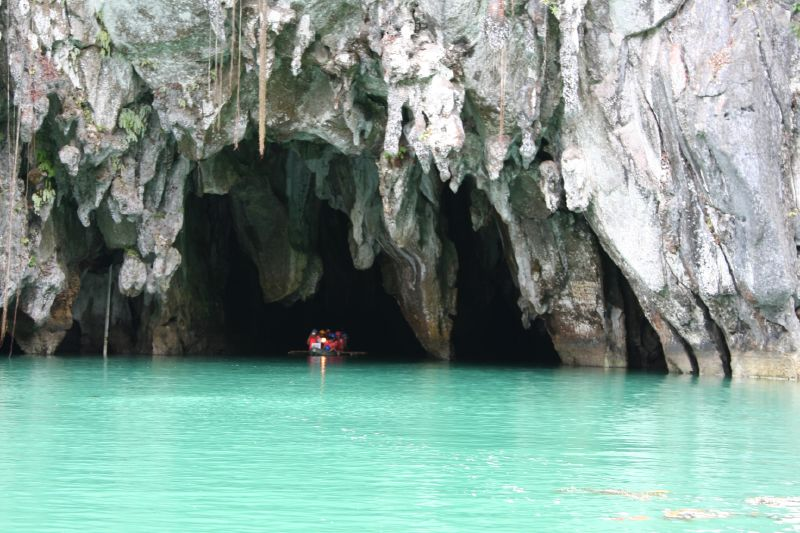
Una imagen del río.

El parque tiene una piedra caliza cárstica con 8,2 km de río subterráneo navegable. Una característica distintiva del río es que serpentea a través de una cueva antes de desembocar directamente en el mar de China del Sur. Incluye formaciones principales de estalactitas y estalagmitas, y varias grandes cámaras. La parte inferior del río está sujeto a las influencias de las mareas. Hasta el descubrimiento de 2007 de un río subterráneo en la península de Yucatán, en México, el río subterráneo de Puerto Princesa tenía fama de ser el más largo del mundo. La zona también representa un hábitat para la conservación de la biodiversidad. El sitio contiene una montaña a la mar y el ecosistema completo y tiene algunos de los bosques más importantes de Asia. Fue inscrita por la UNESCO como Patrimonio de la Humanidad Mundial el 4 de diciembre de 1999.

## Vegetación

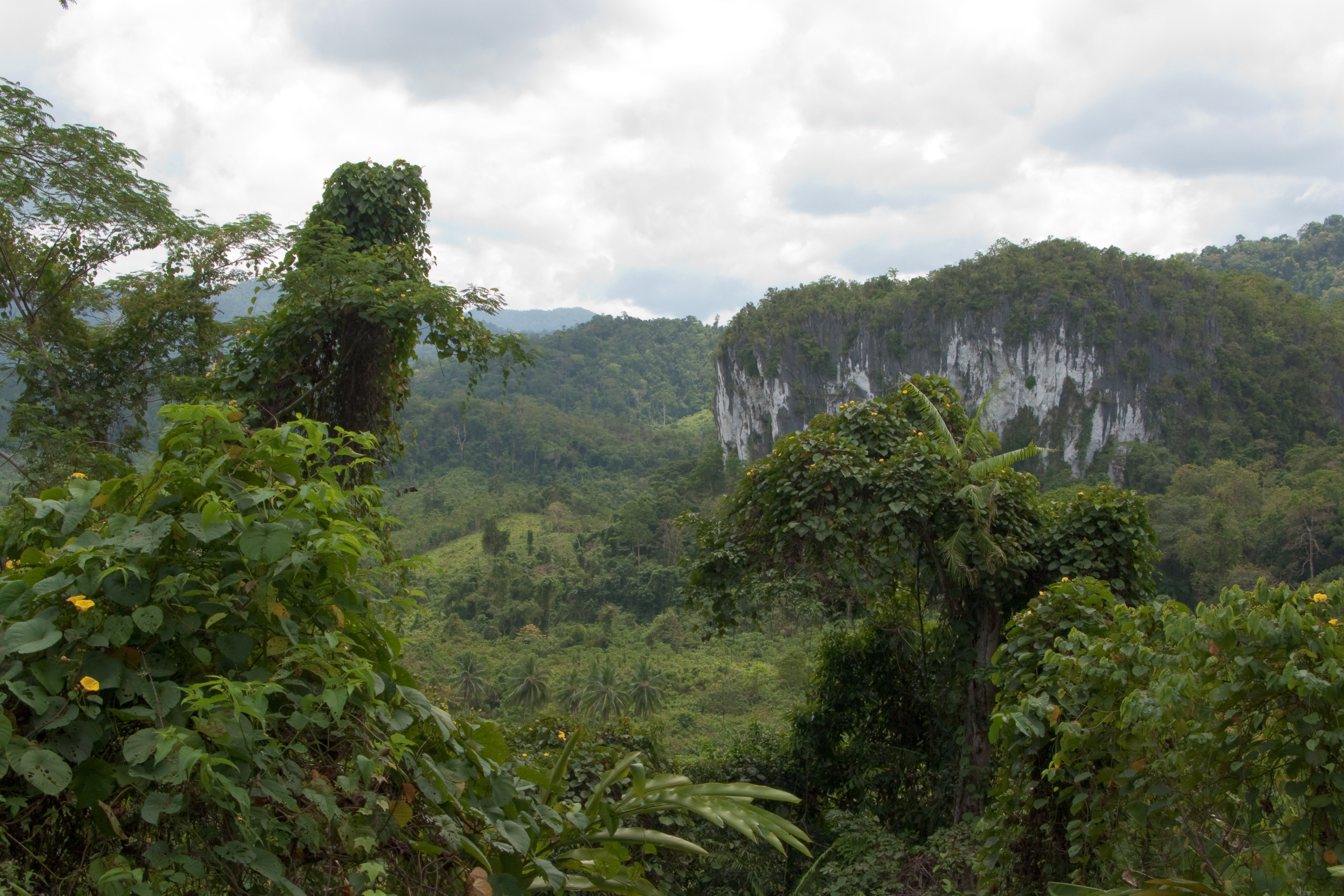
Vegetación.

El Parque cuenta con una gama de formaciones forestales que representan 8 de los 13 tipos de bosques se encuentran en Asia tropical, es decir, los bosques sobre suelos ultramáficos, los bosques sobre suelos de piedra caliza, el bosque montano, bosque de pantano de agua dulce, las tierras bajas selva tropical siempre verde, bosque ribereño, bosque de la playa y el bosque de manglar. Los investigadores han identificado más de 800 especies de plantas de 300 géneros y 100 familias. Estos incluyen al menos 295 árboles dominada por el tipo de especies dipterocarpáceas. En la selva baja, los árboles grandes, tales como el tao (Dao dracontomelon), ipil (Bijuga Intsia), dita (Alstonia scholaris), amugis (Koordersiodendrum pinnatum), y Apitong (Dipterocarpus gracilis) son comunes. Especies forestales incluyen el bitaog (Calophyllum inophyllum), Pongamia pinnata y Erynthia orientalis. Otras especies de plantas notables incluyen almáciga (Agathis philippinensis), kamagong (Diospyros pulganensis) pandan (Pandanus sp.) anibong, y el ratán (Calamus sp.)

## Fauna
Las aves constituyen el grupo más numeroso de los vertebrados en el Parque. De las especies de aves 252 sabe que se producen en Palawan, un total de 165 especies de aves se registraron en el parque. Esto representa el 67% del total de las aves y todas las especies de aves endémicas 15 de Palawan. Especies notables visto en el parque son el loro de nuca azul (Lucionensis tanygnathus), aves matorrales Tabon (Megapodius cumunigii), estornino Hill (Gracula religiosa), el cálao de Palawan (Anthracoceros marchei), pecho águila de mar Blanco (Leucogates halitutus).
También hay unas 30 especies de mamíferos que se han registrado (Madulid, 1998). La mayoría de los casos observados en el dosel del bosque y la alimentación a lo largo del litoral durante la marea baja es el macaco de cola larga (Macaca fascicularis), el único primate que existe en la zona. Otras especies de mamíferos en el Parque son el cerdo barbudo (Sus barbatus), Bearcat (Binturong arctictis), Palawan hedor tejón (Mydaus marchei) y el puerco espín Palawan (Hystrix pumilus)
19 especies de reptiles han sido identificadas, de las cuales ocho son endémicas (Madulid, 1998). Especie común en la zona son los grandes depredadores como el pitón reticulada Común (Phython reticulatus), el lagarto monitor (Varanus salvator) y la cresta lagarto verde (Cristatella Bronchocoela). la fauna de anfibios incluyen diez especies. Los bosques de Filipinas rana (Rana acantos) es el más dominante y las complicaciones más habituales. Una especie, Busuangensis barbourula, endémica de Palawan también se observó en la zona.
Notables son las nueve especies de murciélagos, dos especies de vencejos y la araña látigo (Stygophrynus sp.) Encontraron en la cueva, y la vaca Mar (dugon) y la tortuga carey (Chelonia mydas) que se alimentan en la zona costera del Parque.